# Vegedream
Vegedream (prononcé : [vɛdʒɪˈdɹim]), pseudonyme de Satchela Evrard Djedje, est un chanteur, rappeur, auteur-compositeur-interprète et danseur français, né le 25 août 1992 à Orléans. Il est principalement connu pour avoir interprété la chanson Ramenez la coupe à la maison, après la victoire de l'équipe de France de football lors de la Coupe du monde de football 2018. En décembre 2022, il produit une deuxième chanson intitulée Merci les Bleus à la suite de la défaite de l'équipe de France en finale de Coupe du monde face à l'équipe d'Argentine.

## Biographie

### Enfance et débuts
Satchela Evrard Djedje naît le 25 août 1992 à Orléans. Il est le fils d'un producteur de musique et neveu d'un artiste ivoirien, Ziké,.
Lors de son enfance, il passe quelques années à Gagnoa, la ville d'origine de son père en Côte d'Ivoire, d'où il tire son gimmick « Ça c'est Vegedream de Gagnoa », présent dans plusieurs de ses morceaux. Il est surnommé Vegeta d'après le personnage de fiction du manga Dragon Ball.
Membre du groupe La Synesia qu'il crée avec des amis, il commence une carrière solo avec le single La Fuite, devenu viral. Il sortira sa 1re mixtape Marchand de sable en 2018, puis sa réédition comprenant 10 inédits.

### Marchand de sableetAtegban(2018-2019)
En 2018, le titre Ramenez la coupe à la maison, diffusé après la victoire de l'équipe de France lors de la coupe du monde de football de 2018 et devenu l'hymne officiel de la victoire des Bleus dans la compétition, lui donne une exposition médiatique importante avec, alors, notamment plus de 65 millions de vues sur YouTube en Septembre 2023. Il est également présent sur la bande originale du film Taxi 5 avec la chanson Du Temps.
Il collabore avec des artistes comme Shy'm ou KeBlack[réf. souhaitée].
Il participe à la cérémonie de remise du ballon d'or 2018.  
Le 12 juillet 2019, Vegedream sort en collaboration avec les artistes Ninho, Damso, Aymane Serhani, RK, Alonzo, Jessica Aire, Anilson, Viélo, Joé Dwèt Filé et Dadju son 1er album studio intitulé Ategban en référence à la Côte d’Ivoire. Composé de 18 morceaux, l'album se vendra à plus de 5 000 exemplaires lors de sa première semaine d'exploitation. Une réédition de l'album avec deux titres en plus est sortie le 13 décembre 2019.

### La Boîte de Pandore(2020-2022)
Le 29 avril 2022, il sort son troisième album de 24 titres La Boîte de Pandore en collaboration avec Naps, Nej, Zaho, M. Pokora, Heuss l'Enfoiré, Negrito, Ivorian Doll et Tayc,. Il se classe à la 7e place dès son entrée dans les charts français.

## Discographie

### Albums studio
| Année | Album               | Meilleure position | Meilleure position | Meilleure position | Meilleure position | Meilleure position | Certifications                |
| Année | Album               | FRA                | WAL                | DEN                | P-B                | SUI                | Certifications                |
| ----- | ------------------- | ------------------ | ------------------ | ------------------ | ------------------ | ------------------ | ----------------------------- |
| 2018  | Marchand de sable   | 5                  | 29                 | 38                 | 24                 | —                  | - France (SNEP) : 2 × Platine |
| 2019  | Ategban             | 9                  | 29                 | —                  | —                  | 45                 | - France (SNEP) : Platine     |
| 2022  | La boîte de Pandore | 7                  | 149                | —                  | —                  | —                  |                               |
| 2024  | De l'autre côté     | 55                 | —                  | —                  | —                  | —                  |                               |

### Singles
| Année | Titre                                                   | Meilleure position | Meilleure position | Meilleure position | Meilleure position | Certifications            | Album               |
| Année | Titre                                                   | FRA                | WAL                | SUI                | UK                 | Certifications            | Album               |
| ----- | ------------------------------------------------------- | ------------------ | ------------------ | ------------------ | ------------------ | ------------------------- | ------------------- |
| 2017  | Obscure                                                 | 161                | —                  | —                  | —                  | - France (SNEP) : Or      | Marchand de sable   |
| 2018  | La fuite (featuring DJ Leska)                           | 50                 | —                  | —                  | —                  | - France (SNEP) : Diamant | Marchand de sable   |
| 2018  | La rue                                                  | 109                | —                  | —                  | —                  |                           | Marchand de sable   |
| 2018  | Du temps                                                | 136                | —                  | —                  | —                  |                           | Marchand de sable   |
| 2018  | Marchand de sable Part. 4 (Du Saal)                     | 99                 | —                  | —                  | —                  | - France (SNEP) : Platine | Marchand de sable   |
| 2018  | Mama He                                                 | 64                 | —                  | —                  | —                  | - France (SNEP) : Or      | Marchand de sable   |
| 2018  | Rentrer                                                 | —                  | —                  | —                  | —                  |                           | Marchand de sable   |
| 2018  | La moula                                                | —                  | —                  | —                  | —                  |                           | Marchand de sable   |
| 2018  | Ramenez la coupe à la maison                            | 1                  | 27                 | 3                  | 60                 | - France (SNEP) : Diamant | Marchand de sable   |
| 2018  | C'est mon année                                         | 70                 | —                  | —                  | —                  |                           | Marchand de sable   |
| 2019  | Ma Go Sure                                              | 77                 | —                  | —                  | —                  | - France (SNEP) : Or      | Marchand de sable   |
| 2019  | Instagram (featuring Joé Dwèt Filé)                     | 45                 | —                  | —                  | —                  |                           | Ategban             |
| 2019  | Calimero (featuring Dadju)                              | 136                | —                  | —                  | —                  | - France (SNEP) : Or      | Ategban             |
| 2019  | Elle est bonne sa mère (featuring Ninho)                | 2                  | 43                 | 100                | —                  | - France (SNEP) : Diamant | Ategban             |
| 2019  | Ibiza (featuring Jessica Aire, Anilson, Viélo)          | —                  | —                  | —                  | —                  |                           | Ategban             |
| 2019  | Mes doutes                                              | —                  | —                  | —                  | —                  |                           | Ategban (Deluxe)    |
| 2019  | Tu m'as menti                                           | —                  | —                  | —                  | —                  |                           | Ategban (Deluxe)    |
| 2020  | Daishi                                                  | —                  | —                  | —                  | —                  |                           |                     |
| 2020  | Juste une fois                                          | 169                | —                  | —                  | —                  |                           |                     |
| 2020  | Marchand de sable Part. 6 (Gestuelle)                   | —                  | —                  | —                  | —                  |                           |                     |
| 2020  | Pour nous (featuring Tayc)                              | 47                 | —                  | —                  | —                  | - France (SNEP) : Or      | La Boîte de Pandore |
| 2021  | Touché dans le cœur                                     | 91                 | —                  | —                  | —                  |                           |                     |
| 2021  | Madame Djé (Djenaba)                                    | 116                | —                  | —                  | —                  |                           | La Boîte de Pandore |
| 2021  | Marchand de sable Part. 7 (Blessé) (feat. Bill Clinton) | —                  | —                  | —                  | —                  |                           | La Boîte de Pandore |
| 2022  | On a l'habitude (Ok Many) (featuring Naps)              | 51                 | —                  | —                  | —                  |                           | La Boîte de Pandore |
| 2022  | Intro (Lancelot du lac)                                 | —                  | —                  | —                  | —                  |                           | La Boîte de Pandore |
| 2022  | Pansement (featuring Nej)                               | 153                | —                  | —                  | —                  |                           | La Boîte de Pandore |
| 2022  | Une équipe                                              | —                  | —                  | —                  | —                  |                           | La Boîte de Pandore |
| 2022  | C'est quoi le boulot (featuring Heuss l'Enfoiré)        | 189                | —                  | —                  | —                  |                           | La Boîte de Pandore |
| 2024  | Matata (featuring Kaaris & Kerchak)                     | —                  | —                  | —                  | —                  |                           | De l'autre côté     |
| 2024  | Elle veut jouer (featuring Singuila)                    | —                  | —                  | —                  | —                  |                           | De l'autre côté     |

### Collaborations
- 2017 : Franglish feat. Dadju et Vegedream - C'est plus l'heure (sur l'EP Signature de Franglish)
- 2017 : DJ Erise feat. Vegedream, Djazzi et DJ McFly - Casse la démarche (sur l'album Rizer de DJ Erise)
- 2017 : DJ Leska feat. Naza et Vegedream - Enfumé
- 2018 : Dosseh feat. Vegedream - Princes de la ville (sur l'album Vidalo$$a de Dosseh)
- 2018 : Dadju feat. Alonzo, Naza, MHD et Vegedream - Sans thème [Remix] (sur la réédition de l'album Gentleman 2.0 de Dadju)
- 2018 : Sofiane et Vegedream - Jusqu'ici tout va bien (sur la compilation 93 Empire de Sofiane)
- 2019 : Abou Debeing feat. Vegedream - Cette go (sur l'album Street Love d'Abou Debeing)
- 2019 : Shy'm feat. Vegedream - Puerto Rico (sur l'album Agapé de Shy'm)
- 2019 : Zayra feat. Vegedream - Sors de ma vie
- 2019 : Vegedream - La cité (sur la compilation Game Over Volume 2)
- 2021 : Nesly & Vegedream - B.E.T.E
- 2021 : Laetitia Bay feat. Vegedream - Tu pars (sur l'album Confession de Laetitia Bay)
- 2021 : Sizlac feat. Vegedream - Balenciaga
- 2021 : Elams feat. Vegedream - Kodo (single)
- 2021 : Elams, Naza, Tayc, Jul, Vegedream, Naps, Lynda, Saf, Thabiti - Cœur de pirate (sur l'album Le Classico organisé)
- 2021 : H Magnum feat. Vegedream - Medellin (sur l'album Bansky de H Magnum)
- 2022 : Nej feat. Vegedream - Demain c'est loin (sur la mixtape SOS (Chapitre 2) de Nej)
- 2022 : Awa Imani feat. Vegedream - Faut pas jouer (sur l'album Poupée d'Awa Imani)
- 2022 : Kabongo DJ feat. Vegedream - Merci les bleus (sur l'album On est ensemble de Kabongo DJ)
- 2024 : Jungeli feat. Vegedream, Alonzo, Zaho - T'étais où ?

## Filmographie

### Longs métrages
- 2024 : Numéro 10 de David Diane : lui-même

### Doublage
- 2020 : Les Trolls 2 : Tournée mondiale : Petit Diamant[28].
- 2020 : Petit Diamant retourne à l'école : Petit Diamant (court metrage inclus dans le DVD/bluray des Trolls 2. Ref : carton de doublage)